# Рягавере (волость)
Рягавере (ест. Rägavere) — волость в Естонії, у складі повіту Ляяне-Вірумаа. Волосна адміністрація розташована в селі Ульві.

## Розташування
Площа волості — 173.74 км², чисельність населення станом на 1 січня 2011 становить 945 чоловік.
Адміністративний центр волості — село (ест. küla) Ульві. Крім того, на території волості знаходяться ще 13 сіл: Аасувялйа (Aasuvälja), Канткюла (Kantküla), Кирма (Kõrma), Лаві (Lavi), Мянніквялйа (Männikvälja), Мііла (Miila), Миедака (Mõedaka), Ниммісе (Nõmmise), Нурксе (Nurkse), Пилула (Põlula), Сае (Sae), Улйасте (Uljaste), Віру-Кабала (Viru-Kabala).